# حزب إرادة الأمة الإيراني
حزب إرادة الأمة الإيرانية (بالفارسية: حزب اراده ملت ایران) هو حزب سياسي إصلاحي إيراني تأسس رسميًا في عام 2001، وشكله طلاب كلية الحقوق والعلوم السياسية بجامعة طهران في أوائل التسعينيات. الحزب عضو في مجلس تنسيق جبهة الإصلاح ومستشار طهران أحمد حكيميبور هو أمينه العام. دعم الحزب محمد خاتمي في انتخابات الرئاسة الإيرانية عام 2001.